# Sirai Hirojuki
Sirai Hirojuki (Sizuoka, 1974. június 17. –) japán korosztályos válogatott labdarúgó.

## Pályafutása

### Válogatottban
A japán U23-as válogatott tagjaként részt vett az 1996. évi nyári olimpiai játékokon.